# Dendrobium williamsianum
Dendrobium williamsianum är en orkidéart som beskrevs av Heinrich Gustav Reichenbach. Dendrobium williamsianum ingår i släktet Dendrobium och familjen orkidéer.

## Underarter
Arten delas in i följande underarter:
- D. w. chanii
- D. w. williamsianum